# Son Yeon-jae
Son Yeon-jae (en hangeul : 손연재) est une gymnaste sud-coréenne née le 28 mai 1994 à Séoul. Elle est la première coréenne à participer à une finale olympique de gymnastique rythmique lors des Jeux olympiques de Londres en 2012.

## Carrière
Lors des Jeux olympiques de Londres de 2012, elle est, à 18 ans, la plus jeune finaliste du concours général individuel. Elle rate de peu à la médaille de bronze après un raté aux massues qui la fait descendre à la 5e place du concours derrière Liubov Charkashyna et Aliya Garayeva, à seulement 225 millièmes d'une médaille olympique.
Au Championnat du monde de Izmir en 2014, Son remporte la médaille de bronze au cerceau avec un score de 17.966, juste derrière les russes Margarita Mamun et Yana Kudryavtseva. Elle devient ainsi la toute première sud-coréenne à monter sur le podium lors d'un championnat du monde et finit 4e au concours général individuel. 
Cependant à Stuttgart en 2015, Son ne réalise pas une très bonne performance. Elle commet des erreurs au ruban et finit 11e au concours général individuel. Malgré ce classement décevant, elle réussit tout de même à se qualifier pour Rio en 2016. La gymnaste a déclaré : "Je suis déçue parce que j'ai travaillé très dur pour cette compétition. Mais je n'ai aucun regret parce que j'ai fais de mon mieux. Le plus important, c'est que je suis qualifiée pour les Jeux Olympiques. Et je vais donner tout ce que j'ai pour m'y préparer."
En 2016, lors des Jeux olympiques, elle finit 4ème au concours général individuel, derrière Ganna Rizatdinova.
En 2017, elle annonce sa retraite afin de poursuivre ses études à l'Université Yonsei.

## Vie privée
Son Yeon-jae est fille unique. Sa cousine, Yun Yea-ji, est patineuse artistique. Elle a été en couple pendant 4 mois avec Choi Jong Hun des FT Island.

## Palmarès

### Jeux Olympiques
- Londres 2012
  - 5e au concours général individuel.

- Rio 2016
  - 4e au concours général individuel.

### Jeux Asiatiques
- Canton 2010
  -  médaille de bronze au concours général individuel .

- Incheon 2014
  -  médaille d'or au concours général individuel.
  -  médaille d'argent au concours général par équipe.

### Championnats du Monde
- Kiev 2013
  - 5e au concours général individuel.
  - 7e au cerceau.
  - 7e au ballon.
  - 6e aux massues.

- Izmir 2014
  -  médaille de bronze au cerceau.
  - 5e au ruban.
  - 5e au ballon.
  - 4e aux massues.

- Stuttgart 2015
  - 11e au concours général individuel.
  - 5e au cerceau.
  - 5e au ruban.
  - 4e au ballon.
  - 8e aux massues.